# Dead Fish
Dead Fish est un film britannique réalisé par Charley Stadler, sorti en 2005.

## Synopsis
Un tueur à gage réputé, va lors d'une seule et même rencontre, perdre son téléphone portable et tomber amoureux. Toute l'intrigue se noue à la gare ferroviaire, où une jeune-fille enceinte, dont le petit ami, fort insouciant et indécis quant au choix de ses futures responsabilités ; lui prête son téléphone portable. En communication avec sa mère, auprès de laquelle elle envisage son retour, au vu de son état et de la précarité de sa situation ; elle est victime d'un vol à l'arraché. Très réactive, la jeune future mère poursuit son agresseur. Le tueur à gage témoin involontaire de la scène, est subitement subjugué par cette jeune femme énergique, et pour lui venir en aide, il stoppe net l'individu. Mais sous le choc de la collision, son propre téléphone, identique à l'autre, lui tombe des mains et dans la confusion, il le remet à la jeune fille. 
Le tueur à gage pour qui la perte du téléphone, représente la fin de revenus considérables, va tout mettre en œuvre pour le retrouver. Il est du reste son seul lien avec ses commanditaires. Quant au petit ami, il va se retrouver investi d'un contrat, dont il ne sait que faire ; si ce n'est que le montant proposé est astronomique. Cela le décide de passer à l'action. Avec l'aide de l'un de ses acolytes, tout aussi néophyte qu'irresponsable, les deux amis décident d'avertir la cible du contrat qui pèse sur lui, en échange d'un montant équivalent à celui proposé, par le ou les commanditaires. Et c'est là que tout dérape. Sans le vouloir l'ami appuie sur la gâchette. À présent, le petit ami se retrouve impliqué dans une chasse à l'homme, à la fois par des commanditaires mécontents, mais également par le tueur à gage, qui compte bien retrouver son outil de travail : son téléphone portable, mais également éliminer un petit ami gênant.

## Distribution
- Gary Oldman (VQ : Manuel Tadros) : Lynch
- Robert Carlyle (VQ : Sébastien Dhavernas) : Danny Devine
- Kevin McNally : Frank Rosenheim
- Elena Anaya : Mimi
- Andrew Lee Potts : Abe Klein
- Jimi Mistry (VQ : Hugolin Chevrette) : Salvador E. Johnson
- Billy Zane (VQ : Daniel Picard) : Virgil
- Cassandra Bell : Sugar Waters
- Anouska Bolton Lee : la prostituée française
- Terence Stamp (VQ : Marc Bellier) : Samuel Fish

Source: Doublage Québec